# Abraham Maslow
Abraham Harold Maslow (født 1. april 1908, død 8. juni 1970) var en amerikansk psykolog. Han er mest anerkendt i dag for sit arbejde med Maslows behovspyramide og var en central figur i udviklingen af humanistisk psykologi. Han har også haft stor betydning for spirituel psykologi og transpersonlig psykologi.

## Levned og videnskabelig karriere
Maslow blev født i Brooklyn, New York og var den første af syv børn af jødiske immigranter fra Rusland. Hans forældre havde ingen uddannelse, men de insisterede på at han skulle studere jura.
Han efterkom forældrenes ønske i første omgang og blev indskrevet på City College of New York. Men, efter tre semestre blev han overflyttet til Cornell og derefter tilbage til CCNY.
Efter at han blev gift med sin kusine Berta Maslow flyttede han til Wisconsin for at gå på University of Wisconsin, hvorfra han modtog sin B.A. (1930), sin Magister (1932), og sin Ph.D. (1934) i psykologi.
Da Maslow var i Wisconsin studerede han med Harry Harlow, som var kendt for sin kontroversielle eksperimenter med aber og tilknytnings adfærd. Et år efter eksamen vendte Maslow tilbage til New York for at arbejde med E. L. Thorndike på Columbia.
Maslow begyndte at undervise på fuld tid på Brooklyn College. I den tid mødte han mange førende europæiske psykologer som Alfred Adler og Erich Fromm. I 1951 blev Maslow formand for det psykologiske fakultet på Brandeis University, hvor han begyndte sit teoretiske arbejde. Her mødte han Kurt Goldstein, som introducerede ham til ideen om selvrealisering.
Han trak sig tilbage og flyttede til Californien, hvor han døde af et hjertetilfælde i 1970, 62 år gammel, efter flere år med dårligt helbred.